# Primera República portuguesa
La Primera República portuguesa (en portugués: Primeira República portuguesa), oficialmente República Portuguesa (en portugués: República Portuguesa), se desarrolló durante un periodo de dieciséis años en la historia de Portugal, entre el final de la monarquía constitucional en 1910 y el golpe de Estado de 1926. La Primera República comenzó con la Revolución del 5 de octubre de 1910. En 1926 un grupo de militares terminó con la república estableciendo una dictadura militar, conocida como Ditadura Nacional, que se convirtió en el Estado Novo de António de Oliveira Salazar.

## Primeros años de República
Tras la sublevación republicana del 5 de octubre de 1910, que derrocó al rey Manuel II, en 1911 se aprobó una constitución republicana, inaugurando un régimen parlamentario con escaso poder en manos del presidente y un sistema bicameral. La república provocó importantes fracturas en la sociedad portuguesa, especialmente entre la población rural de corte monárquico, los sindicatos y la Iglesia católica. Incluso el partido republicano se encontraba dividido. El sector más conservador se separó para formar el Partido Evolucionista y el Partido de la Unión Republicana. A pesar de esas secesiones, el Partido Republicano Portugués (comúnmente conocido como Partido Democrático después de esta escisión, a diferencia del Partido Republicano Portugués anterior a la proclamación de la República), dirigido por Afonso Costa seguía siendo la principal fuerza política de la República. Las fuerzas opositoras comenzaron a hacer uso de la violencia como método para acercarse al poder, al no haber tradición política y parlamentaria realmente democrática, en tanto casi todas las facciones políticas pugnaban por transformaciones radicales que acabaran con el inmovilismo que había caracterizado a la Casa de Braganza.
El Partido Democrático (oficialmente Partido Republicano Portugués) vio en el inicio de la Primera Guerra Mundial una oportunidad única para alcanzar sus objetivos: poner fin a la amenaza de una invasión por parte de España y de la ocupación extranjera de las colonias, y dentro del nivel interno, creando un consenso nacional en torno al régimen e incluso en torno al partido. Estos objetivos domésticos no se consiguieron, ya que la participación en el conflicto decretada en 1917 no era sujeto de consenso nacional y no se logró movilizar a la población, más aún hubo hostilidad hacia la entrada en la guerra cuando Portugal debió enviar un contingente de casi 12,000 soldados a Francia y las tropas coloniales de Alemania invadieron la colonia portuguesa de Mozambique. Lo que ocurrió fue lo contrario, las dificultades financieras de Portugal impidieron formar un contingente adecuado para la guerra, además que las fuerzas armadas no estaban preparadas para una lucha a escala europea, por lo cual las críticas internas a la entrada de Portugal en la guerra causaron que las diferencias ideológicas se ampliaran. La falta de consenso sobre la participación de Portugal en la guerra hizo posible la aparición de dos dictaduras, dirigidas por Pimenta de Castro (enero – mayo de 1915) y Sidónio Pais (1917-1918), llamado el Presidente-Rey.

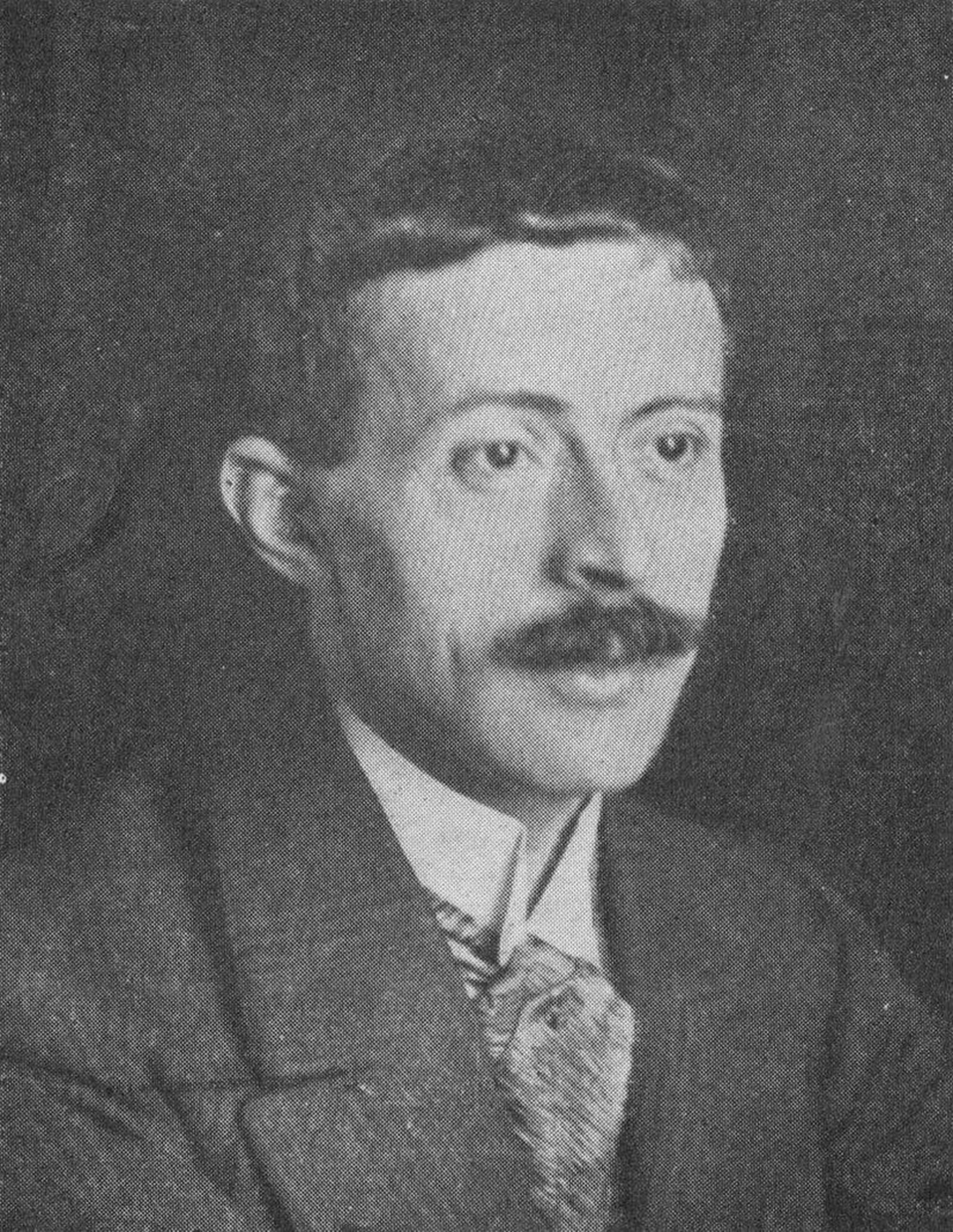
El Presidente Sidónio Pais.

El Sidonismo, también llamado Dezembrismo (español Diciembrismo), contenía ciertos elementos de modernización, pero dicho régimen predicó algunas de las soluciones políticas que serían empleadas por las dictaduras totalitarias y fascistas de las décadas de 1920 y 1930. Sidónio Pais intentó rescatar los valores tradicionales, especialmente la Pátria e intentó gobernar de forma carismática. Se intentaron abolir los partidos tradicionales y alterar el modelo existente de representación nacional en el parlamento (que, según se decía, exacerbaba las divisiones dentro de la Patria), a través de la creación de un senado corporativo y un partido único, el "Partido Nacional Republicano", así como la atribución de funciones a su líder. El estado llevó a cabo una política económica intervencionista persiguiendo a los sindicatos y movimientos obreros. Sidónio Pais también intentó restaurar el orden público, convirtiendo la república en un modelo más aceptable para los monárquicos y los católicos que aún seguían siendo una fuerza política. 
El vacío de poder creado tras el asesinato de Sidónio Pais el 14 de diciembre de 1918 llevó al país a una breve guerra civil. En el norte de Portugal se proclamó la restauración de la monarquía el 9 de enero de 1919 y cuatro días más tarde tuvo lugar una insurrección monárquica en Lisboa. Una coalición republicana, dirigida por José Relvas coordinó la represión de los alzamientos utilizando para ello a los militares leales al régimen y a los civiles armados. Tras una serie de enfrentamientos con los monárquicos, éstos fueron vencidos definitivamente en Oporto el 13 de febrero de 1919. Esta victoria militar permitió al Partido Republicano Portugués volver al gobierno y salir triunfante en las elecciones que tuvieron lugar durante ese año, ganándolas por mayoría absoluta.

## Búsqueda de estabilidad
Fue durante esta restauración republicana cuando se intentó una reforma para dotar al régimen de una mayor estabilidad. En agosto de 1918 se eligió un Presidente conservador – António José de Almeida (cuyo Partido Evolucionista se había unido durante la guerra al Partido Republicano Portugués, para formar la "Unión Sagrada") – y a su gobierno se le dio el poder de disolver el parlamento. Las relaciones con la Santa Sede que habían sido restauradas por Sidónio Pais, fueron conservadas. El presidente usó su nuevo poder para resolver la crisis de gobierno de mayo de 1921, nombrando al Partido Liberal (el resultado de la fusión de postguerra entre los Evolucionistas y los Unionistas) para preparar las próximas elecciones. 
El Partido Republicano Portugués volvió a ganar por mayoría absoluta, pero el descontento con esta situación no desapareció. Hubo muchas acusaciones de corrupción política, y los ataques de la oposición se acrecentaron. Al mismo tiempo, todos los partidos políticos sufrieron luchas internas, especialmente el partido en el gobierno. El sistema de partidos quedó desacreditado pues el gobierno del Partido Republicano Portugués que había salido de las urnas no resultaba realmente estable. La oposición de los presidentes a gobiernos de un solo partido que disentían con el Partido Republicano Portugués y el deseo de todos por acaparar el poder provocaban la práctica inexistencia de estabilidad en el gobierno de la nación. Se intentaron varias fórmulas diferentes, incluyendo gobiernos de un único partido, coaliciones y ejecutivos presidenciales pero ninguna de ellas tuvo efecto, haciendo que el uso de la fuerza fuera considerado "la única vía" de la oposición para imponerse si quería disfrutar de los frutos del poder.

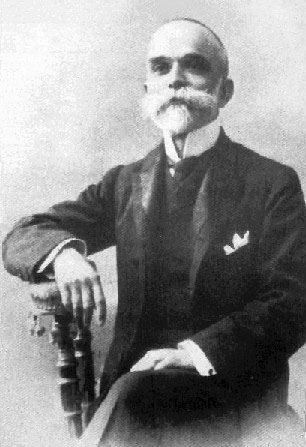
Bernardino Machado, último presidente de la Primera República portuguesa.

## Decadencia de la República
A mediados de la década de 1920, la escena política nacional e internacional se hacía favorable a la aparición de una solución autoritaria, a través de la cual, un gobierno reforzado podría imponer el orden público y restaurar la situación política. Las fuerzas armadas, cuyo interés político había aumentado debido a la Primera Guerra Mundial y cuyos líderes no habían olvidado que el Partido Republicano Portugués los había enviado a combatir cuando los propios militares advirtieron no estar listos para luchar, se acercaban a las fuerzas conservadoras, considerándose a los militares reaccionarios como "el último bastión" de orden contra el caos que se desarrollaba por todo el país. 
Hubo enlaces entre políticos conservadores y cargos militares, que añadieron sus demandas políticas y corporativas a la situación. Finalmente el 28 de mayo de 1926 tuvo lugar la Revolución Portuguesa de 1926, un golpe de Estado de las fuerzas armadas apoyadas por casi todos los partidos políticos que habían claudicado a sus proyectos de constituir un gobierno estable y conferían esa misión al ejército. 
Tal como había ocurrido con el golpe de Estado de Sidónio Pais en 1917, la población de Lisboa no intentó proteger a la República, y los propios partidos de izquierda y sus sindicatos rehusaron resistir el golpe, permitiendo que la autoridad pasara a manos del ejército. Con esto comenzó una dictadura militar que mantendría la estructura formal de la República, pero cuyo autoritarismo lentamente derivaría en el régimen autocrático conocido como Estado Novo el año 1932. El Estado Novo se mantendría en el poder sin interrupciones hasta 1974, cuando sería derrocado por la Revolución de los Claveles y se instauraría la Tercera República portuguesa y se asentaría la democracia en el país.

## Jefatura de Estado
La Primera República portuguesa fue un periodo inestable de la historia de Portugal. En 16 años, entre 1910 y 1926 Portugal tuvo 8 presidentes de la república, un gobierno provisional y 38 primeros ministros, así como una junta constitucional. 

### Presidentes
- Teófilo Braga (1910-1911), como presidente del gobierno provisional de la república.
- Manuel de Arriaga (1911-1915)
- Teófilo Braga (1915)
- Bernardino Machado (1915-1917)
- Sidónio Pais (1917-1918)
- João do Canto e Castro (1918-1919)
- António José de Almeida (1919-1923)
- Manuel Teixeira Gomes (1923-1925)
- Bernardino Machado (1925-1926)